# Jemaah Islamiyah
Jemaah Islamiyah är en islamistisk rörelse i Sydostasien. Gruppens mål är att etablera en muslimsk stat i Sydostasien, bestående av Indonesien, Malaysia, Singapore, Brunei och södra Filippinerna. Enligt FN har gruppen kopplingar till Al-Qaida. De har även kopplingar till Abu Sayyaf, Moro Islamic Liberation Front, och andra grupper.
Gruppen låg bakom bombdåden på Bali 2002, i vilka 202 personer dödades och misstänks även ligga bakom bombdådet mot Australiens ambassad i Jakarta 2004, bombdåden på Bali 2005 och bombdåden i Jakarta 2009.